# Bletchley
Koordinaten: 52° 1′ N, 0° 45′ W
Bletchley ist ein Ort, der zur „New City“ von Milton Keynes gehört und vom Borough of Milton Keynes verwaltet wird. Bis 1997 war es eine Stadt in der Grafschaft Buckinghamshire, aus der Milton Keynes dann jedoch als eigener Stadtbezirk ausgegliedert wurde. Bletchley selbst wird in die Untergemeinden Bletchley and Fenny Stratford sowie West Bletchley unterteilt. Zusammen wohnen dort 33.950 Einwohner (Stand: 2005).
Bletchley wird erstmals im 12. Jahrhundert als Blechelai erwähnt. Der an der römischen Watling Street gelegene Ort verdankt seinen Aufstieg der Industrialisierung, als in Bletchley ein Eisenbahnknotenpunkt entstand, der von der West Coast Main Line und von der Varsity Line (Strecke Oxford−Cambridge) bedient wurde. Heute ist der Bahnhof von Bletchley einer von fünf Bahnhöfen im Stadtgebiet von Milton Keynes. Außerdem hat Bletchley in Fenny Stratford Anschluss an das englische Kanalnetz durch den dort verlaufenden Grand-Union-Kanal. In viktorianischer Zeit verschmolz Bletchley mit dem benachbarten Fenny Stratford; den Namen Bletchley trug die vereinigte Gemeinde seit 1911. 
Im Zweiten Weltkrieg beherbergte der in Bletchley gelegene Landsitz Bletchley Park ab dem Jahr 1939 die GC&CS (Abkürzung für Government Code and Cypher School, deutsch etwa: „Staatliche Code- und Chiffrenschule“). Dabei handelte es sich um eine Tarnbezeichnung für das kryptanalytische Zentrum des britischen Geheimdienstes (auch als Station X bekannt), dem die erfolgreiche Entzifferung der ENIGMA gelang, also der Rotor-Schlüsselmaschine, die im Zweiten Weltkrieg im Nachrichtenverkehr des deutschen Militärs verwendet wurde. Bis 1973 unterlag die Dienststelle militärischer Geheimhaltung. Nach deren Aufhebung wurden die dort während des Weltkrieges (unter anderen von Alan Turing) vollbrachten Leistungen bekannt, wodurch der Name Bletchley außerhalb Englands heute hauptsächlich mit Bletchley Park assoziiert wird. Heute befindet sich dort ein Museum. 
Während die Einwohnerzahl 1921 noch bei 5.500 lag, stieg diese vor allem nach dem Zweiten Weltkrieg vor allem durch Londoner Zuwanderer bis 1961 auf 17.000 an.
Einen weiteren Schub brachte 1967 die Entscheidung, Milton Keynes als „New City“ zu einer Planstadt zu machen, in der Bletchley die Funktion eines Einkaufsgebiets zukam. So entstand Anfang der 1970er Jahre das Brunel Shopping Centre, dem allerdings 1979 mit der Eröffnung des Central Milton Keynes Shopping Centre im Stadtzentrum von Milton Keynes eine Konkurrenz erwuchs. Zudem entstand im Ortsteil Denbigh ein neues Gewerbegebiet, in dem sich zahlreiche Unternehmen ansiedelten; zu nennen sind neben Marshall, einem Hersteller von Verstärkern, ein Wal-Mart-Supermarkt und eine IKEA-Filiale. Außerdem ist Denbigh Heimat des Fußballvereins Milton Keynes Dons. 
Beliebtes Ausflugsziel in Bletchley ist die Blue Lagoon, ein Naturschutzgebiet um einen tiefblauen See.  
Aus Bletchley stammen der Organist Christopher Herrick (* 1942) und der Leichtathlet Derek Redmond (* 1965) sowie Adam Ficek, der Babyshambles-Schlagzeuger von 2005 bis 2010.